# Apistogramma eremnopyge
Apistogramma eremnopyge är en fiskart som beskrevs av Ready och Kullander 2004. Apistogramma eremnopyge ingår i släktet Apistogramma och familjen Cichlidae. Inga underarter finns listade i Catalogue of Life.